# Ledina Çelo
Ledina Çelo (Tirana, RSP de Albania, 9 de febrero de 1977) es una modelo y cantante albanesa que representó a su país en el Festival de Eurovisión 2005.

## Carrera profesional
En 1996, tras terminar sus estudios en el liceo Jordan Misja en el área de Canto, continuó con sus estudios en la Academia de Bellas Artes, también en dicha especialidad, a la vez que realizaba diferentes cursos de pedagogía.
El año anterior, había obtenido el segundo premio en festival de la canción de la Radio Televisión Albana con el tema "E Doni Dashurine" ("Te Gusta El Amor"). Más tarde, en ese mismo festival, se haría con el primer premio y la canción "Fal" ("Perdona"). 
En el período comprendido entre 1998 y 1999, realiza una gira por Europa. Un año más tarde, con la intención de continuar desarrollando su carrera artística, comienza a trabajar de modelo en Londres. Durante ese año, también publica su primer álbum en su país de origen.
Tras regresar de Inglaterra, en 2001, se hace con los premios a la mejor cantante y al mejor vídeo musical en la primera edición de "Netët e Klipit Shqiptar" ("Las Noches de Los Vídeo Clips Albanos").
Al año siguiente, participaría en la segunda edición de "Star Academy" en París, donde conseguiría acceder a la final, lo que le supone conseguir su primer contrato para protagonizar una comedia musical.
Ya en 2003, consigue el galardón de los productores musicales en el festival "Kënga Magjike", a la vez que hace de presentadora junto a Adi Krasta en el festival de la Radio Televisión 2004. Más tarde, durante ese mismo año, comenzaría una gira por Beirut, Líbano, donde conseguiría un nuevo contrato con la discográfica Elefetriades Production
El verano de 2004 supone la publicación de su nuevo vídeo musical «Vagabond Nga Dashuria» («Vagabunda de Amor»), y a finales de ese mismo año, consigue el primer premio en el festival que había presentado el año anterior con la canción «Neser Shkoj» («Mañana me iré»). Esta victoria supone el pasaporte para representar a su país en el Festival de la Canción de Eurovisión 2005 en Kiev, donde consigue la decimosexta posición.
En enero de 2005, obtiene un nuevo reconocimiento, al resultar ganadora del premio de la audiencia en el festival "Kënga Magjike".